# Bauhinia kurzii
Bauhinia kurzii är en ärtväxtart som beskrevs av David Prain. Bauhinia kurzii ingår i släktet Bauhinia och familjen ärtväxter. Inga underarter finns listade i Catalogue of Life.